# Derecho

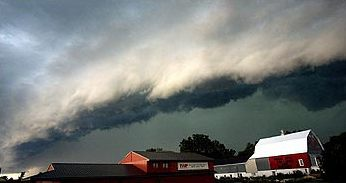
Una nuvola a mensola lungo il bordo anteriore di un tornado nel Minnesota

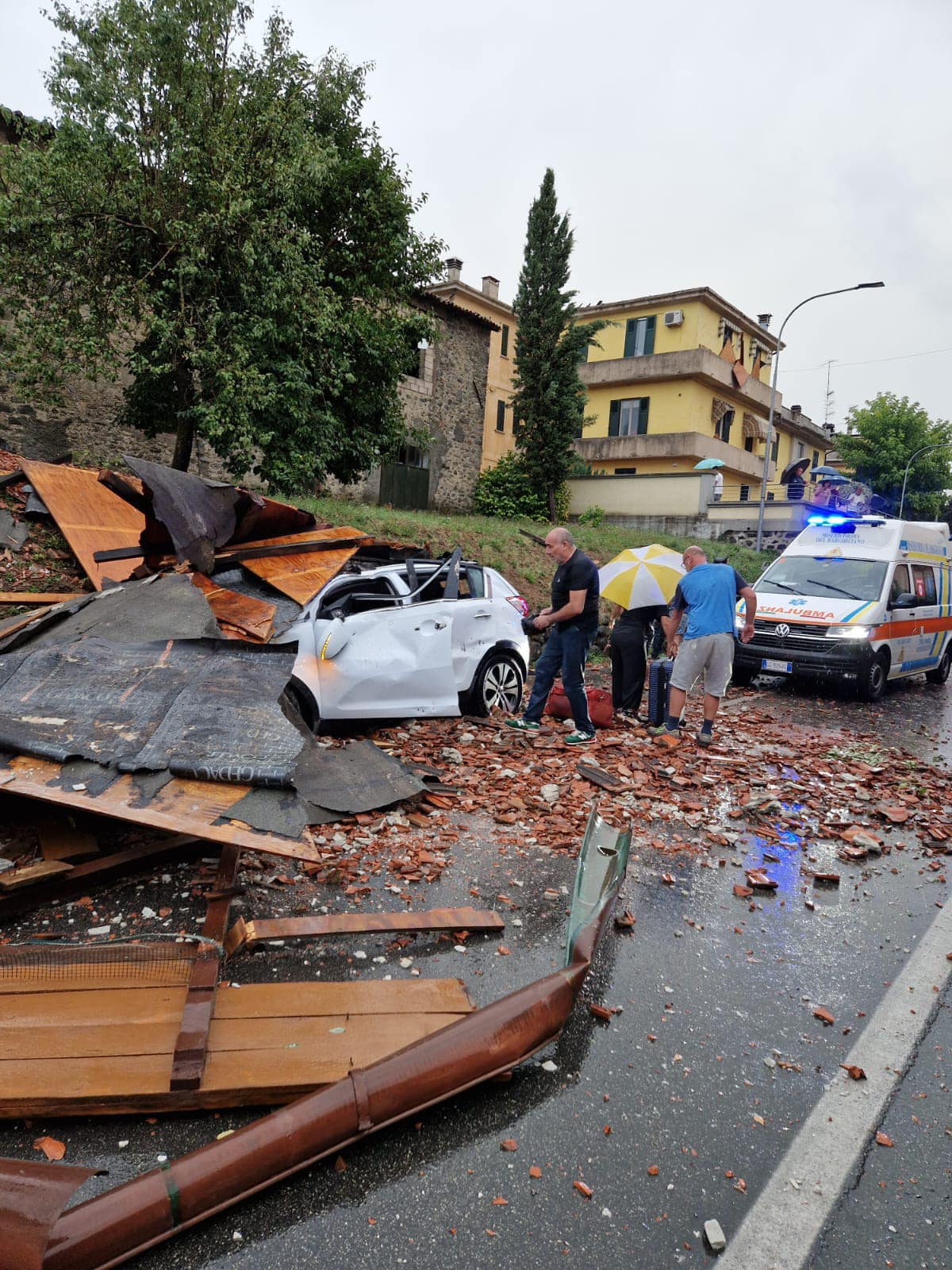
Danni causati da un tornado a Barga, Italia

Un derecho (/dəˈɹeɪ.t͡ʃoʊ/, dallo spagnolo derecho [deˈɾetʃo], 'dritto') è una tempesta di vento diffusa, di lunga durata e rettilinea, associata a un gruppo in rapido movimento di forti temporali noto come sistema convettivo mesoscalare.

## Descrizione
I derecho causano venti di forza pari a quella degli uragani, forti piogge e inondazioni improvvise. In molti casi, i venti indotti dalla convezione assumono una forma ad arco (a “C” rovesciata) simile a una linea di temporale, formandosi spesso sotto un'area di venti troposferici divergenti e in una regione ricca di umidità a bassa quota e avvezione di aria calda. I derecho si muovono rapidamente nella direzione di movimento delle tempeste associate, in modo simile a un confine di deflusso (fronte di raffica), tranne per il fatto che il vento rimane sostenuto per un periodo di tempo più lungo, spesso aumentando di intensità dopo l'inizio, e può raggiungere venti con forza di tornado e uragani. Un sistema convettivo che produce derecho può rimanere attivo per molte ore e, occasionalmente, per più giorni.
Fenomeno tipico delle stagioni calde, i derecho si verificano principalmente in estate, soprattutto nei mesi di giugno, luglio e agosto nell'emisfero settentrionale, o marzo, aprile e maggio nell'emisfero meridionale, in aree caratterizzate da instabilità moderatamente forte e wind shear verticale moderatamente forte. Tuttavia, i derecho possono verificarsi in qualsiasi periodo dell'anno. La loro probabilità è la stessa sia di giorno che di notte.
Diversi studi condotti a partire dagli anni '80 hanno fatto luce sui processi fisici responsabili della produzione di venti dannosi su vasta scala causati dai temporali. Inoltre, è diventato evidente che i derecho più dannosi sono associati a particolari tipi di sistemi convettivi mesoscalari che si autoalimentano, il che significa che i sistemi convettivi non dipendono fortemente dai processi meteorologici su larga scala, come quelli associati alle tempeste invernali che producono bufere di neve e forti fronti freddi. Inoltre, il termine “derecho” è talvolta applicato in modo errato a eventi eolici generati da convezione che non sono particolarmente ben organizzati o di lunga durata. Per questi motivi, la comunità meteorologica ha introdotto una definizione più precisa e basata su principi fisici del termine “derecho”.

## Etimologia

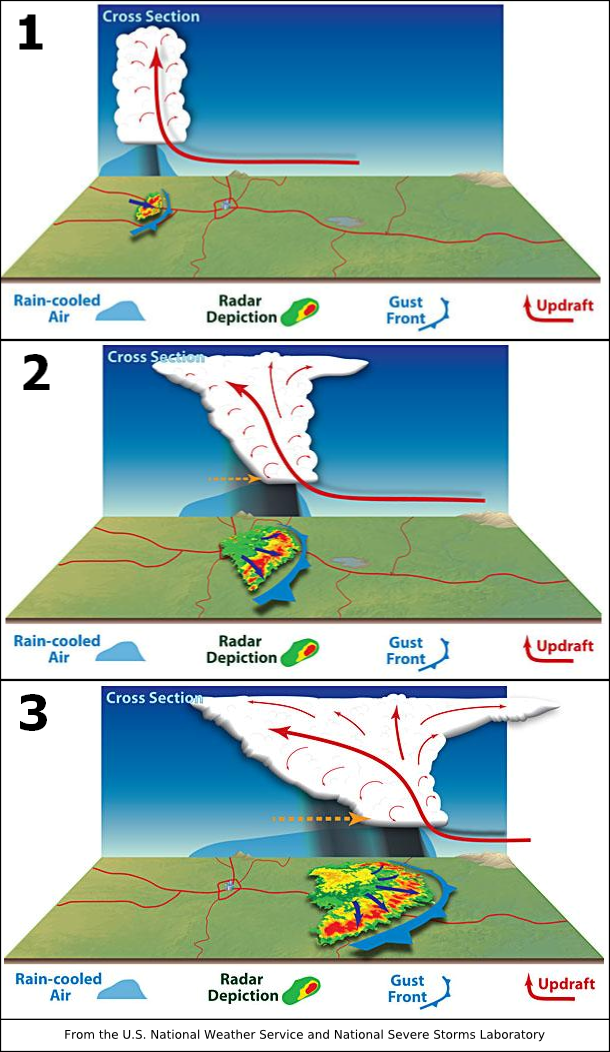
Evoluzione del derecho

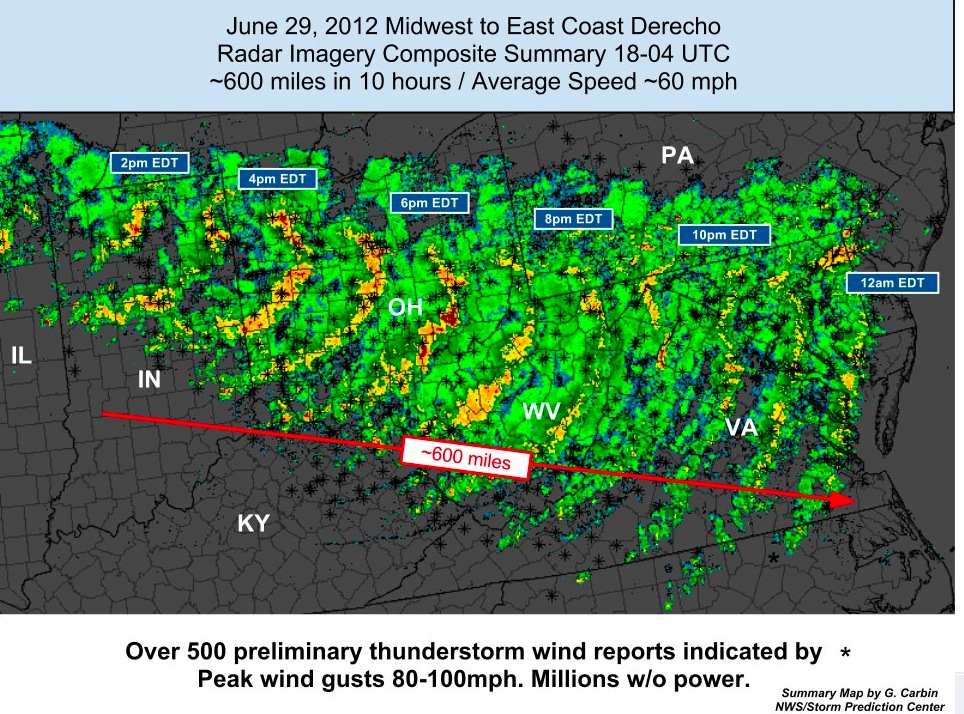
Immagine radar composita del derecho nordamericano nel giugno 2012, un derecho progressivo, mentre si spostava dall'Indiana alla Virginia.

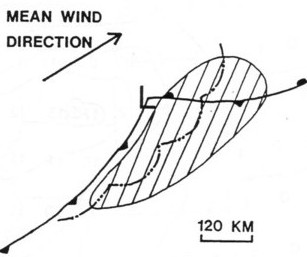
Un tipico derecho seriale multi-arco

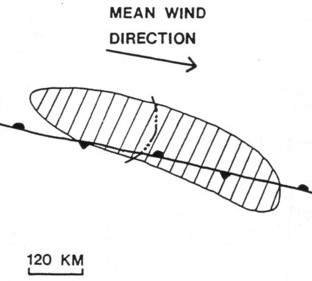
Un tipico derecho progressivo

Il termine derecho deriva dall'aggettivo spagnolo che significa “dritto” (o ‘diretto’), in contrapposizione al tornado, che è un vento "vorticoso". Il termine fu usato per la prima volta nel American Meteorological Journal nel 1888 da Gustavus Detlef Hinrichs in un articolo che descriveva il fenomeno e si basava su un importante evento di derecho che attraversò l'Iowa il 31 luglio 1877.

## Sviluppo
Le aree di attività temporalesca organizzate rafforzano le zone frontali preesistenti e possono superare i fronti freddi. Il sistema convettivo mesoscalare (MCS) che ne risulta si forma spesso nel punto di massima divergenza del flusso in quota, e nuove celle temporalesche si sviluppano nell'area con il maggiore afflusso in quota.
La convezione tende a spostarsi verso est o verso l'equatore, approssimativamente parallela alle linee di spessore a bassa quota e solitamente leggermente a destra del flusso troposferico medio. Quando la convezione è fortemente lineare o leggermente curva, l'MCS è chiamato linea di groppo, con i venti più forti che si verificano tipicamente appena dietro il bordo d'attacco del notevole spostamento di vento e dell'aumento di pressione.
I derecho classici si verificano con linee di burrasca che presentano caratteristiche a forma di arco o di punta di lancia, visibili dal radar meteorologico e note come eco a forma di arco (bow echoes), o  eco a punta di lancia (spearhead echoes). Le linee di burrasca tipicamente “si incurvano” a causa della formazione di un sistema ad alta pressione mesoscalare che si sviluppa all’interno dell’area di pioggia stratiforme dietro la linea convettiva iniziale. Questa zona di alta pressione si forma a causa delle forti correnti d’aria discendenti dietro la linea di burrasca e può presentarsi sotto forma di vento discendente. La dimensione dell’arco può variare e le tempeste associate all’arco possono esaurirsi e riformarsi.
Durante la stagione fredda nell'emisfero settentrionale, i derecho si sviluppano generalmente all'interno di un modello di venti di sud-ovest nei livelli medi della troposfera, in un ambiente di instabilità atmosferica da bassa a moderata, causata dal calore relativo e dall'umidità vicino al livello del suolo, con l'aria più fredda ad alta quota, misurata dall'energia potenziale convettiva disponibile, e valori elevati di shear verticale del vento (20 m/s o 40 nodi nei 5 km o 16 000 piedi più bassi dell'atmosfera).
I derechos della stagione calda nell'emisfero settentrionale si formano più spesso con flussi da ovest a nord-ovest a livelli medi della troposfera, con livelli di instabilità termodinamica da moderati ad alti. Come accennato in precedenza, i derecho favoriscono ambienti con avvezione calda a bassa quota e umidità significativa a bassa quota.
Nel 2025, i ricercatori dell'Università dell'Oklahoma, del CIWRO e dello Storm Prediction Center hanno pubblicato uno studio sull'ambiente favorevole ai derechos e alle tempeste non derecho, evidenziando come il fattore chiave fosse la shear del vento tra 1 e 9 chilometri (0,62-5,59 miglia) nell'atmosfera.

## Classificazione e criteri
Una definizione comune è quella di un complesso temporalesco che produce una fascia di vento distruttivo di almeno 390-640 chilometri (240-400 miglia), caratterizzata da un'area concentrata di raffiche di vento indotte da convezione che superano le 25 m/s (50 km/h) . Secondo i criteri del National Weather Service (NWS), un derecho è classificato come una fascia di tempeste con venti di almeno 25 m/s (50 km/h) lungo l'intero fronte temporalesco, che si mantengono per un periodo di almeno sei ore. Alcuni studi aggiungono il requisito che non debbano trascorrere più di due o tre ore tra due segnalazioni consecutive di vento, Una definizione più recente e più basata su dati fisici propone che il termine “derecho” sia riservato ai sistemi convettivi che non solo presentano caratteristiche uniche osservate dal radar, come gli echi a forma di arco e i mesovortici, ma anche agli eventi che producono fasce di danno larghe almeno 100 km (60 miglia) e lunghe 650 km (400 miglia).
L'11 gennaio 2022, la National Oceanic and Atmospheric Administration (NOAA) e l'Environment and Climate Change Canada (ECCC) hanno formalmente rivisto i criteri per classificare una tempesta come derecho. Una tempesta di vento deve soddisfare i seguenti criteri:
- Danni causati dal vento che si estendono per oltre 400 miglia (640 km)
- Raffiche di vento di almeno 58 miglia all'ora (26 m/s; 50 km/h) lungo la maggior parte della sua lunghezza
- Diverse raffiche ben separate di 75 miglia all'ora (34 m/s; 65 km/h) o superiori

Prima dell'11 gennaio 2022, la definizione di derecho era:
- Danni causati dal vento, che si estendono per oltre 240 miglia (390 km)

- Raffiche di vento di almeno 58 mph (93 km/h; 26 m/s; 50 km/h) lungo la maggior parte della sua lunghezza.

Il 10 maggio 2025, la NOAA e l'ECCC hanno formalmente rivisto i criteri per i derecho negli Stati Uniti e in Canada come segue:
- Segnalazioni diffuse di raffiche di vento di almeno 58 miglia all'ora (26 m/s; 50 km/h) provenienti tutte dallo stesso sistema convettivo mesoscalare (MCS)

- Il MCS deve essere lungo almeno 60 miglia (97 km)
- Il MCS deve durare almeno 3 ore
- La velocità di avanzamento del MCS deve essere superiore alla velocità media del vento nell'ambiente
- Non deve trascorrere più di un'ora tra una segnalazione di vento e l'altra
- La distanza spaziale tra le segnalazioni di vento non deve superare le 124 miglia (200 km)
- La larghezza della fascia di vento deve essere di almeno 250 miglia (400 km)
- Devono esserci almeno tre segnalazioni di vento di almeno 75 miglia all'ora (121 km/h) separate da 80 miglia (130 km)

La revisione del 2025 è stata effettuata per definire in modo oggettivo gli eventi derecho utilizzando un algoritmo ed eliminare ogni ambiguità nell'applicazione ufficiale del termine. La nuova definizione è stata adottata negli Stati Uniti e in Canada sulla base di un articolo pubblicato sul Bulletin of the American Meteorological Society specificamente dedicato alla zona centrale e orientale degli Stati Uniti, i cui autori suggeriscono che tale definizione potrebbe dover essere adeguata per altre regioni al fine di garantire la coerenza con i dati registrati a livello locale.

### Tipologie
In generale si riconoscono quattro tipi di derecho:
- Derecho seriale – Questo tipo di derecho è solitamente associato a un'area di bassa pressione molto profonda.
  - Ad arco singolo – Un eco ad arco molto ampio, lungo circa 400 km (250 miglia). Questo tipo di derecho seriale è meno comune rispetto a quello multi-arco. Alcuni esempi di derecho seriale ad arco singolo sono il derecho che si è verificato in associazione con il complesso temporalesco nordamericano dell'ottobre 2010 e il derecho del Midwest del dicembre 2021.[23]
  - Ad arco multiplo – I derecho ad arco multiplo sono incorporati in una grande linea di temporali tipicamente lunga circa 400 km (250 miglia). Un esempio di derecho seriale multi-arco è quello verificatosi durante la tempesta del secolo del 1993 in Florida.[24][25] A causa delle supercelle incorporate, da questo tipo di derechos possono formarsi tornadi. Si tratta di un tipo di derecho seriale molto più comune rispetto a quello a arco singolo. I derecho seriali multi-arco possono essere associati a modelli di onde di eco lineari (LEWP) sui radar meteorologici.
- Derecho progressivo – Una linea di temporali assume la forma di un arco e può viaggiare per centinaia di chilometri lungo fronti stazionari. Esempi di questo tipo sono l'uragano Elvis del 2003,[26] il derecho del Midwest dell'agosto 2020, il derecho del Boundary Waters-Canadian del 4-5 luglio 1999[27] e il derecho canadese del maggio 2022. La formazione di tornado è meno comune in un tipo progressivo che in uno seriale.
- Derecho ibrido – Un derecho con caratteristiche sia di tipo seriale che progressivo. Simili ai derecho seriali e progressivi, questi tipi di derechos sono associati a una profonda depressione, ma sono di dimensioni relativamente ridotte. Un esempio è lp scoppio di cicloni e derecho alla fine di maggio 1998 che ha attraversato le pianure settentrionali centrali e i Grandi Laghi meridionali il 30-31 maggio 1998.
- Derecho a basso punto di rugiada – Un derecho che si verifica in un ambiente con umidità a bassa quota relativamente limitata, con umidità apprezzabile confinata ai livelli medi dell'atmosfera. Tali derecho si verificano più spesso tra la fine dell'autunno e l'inizio della primavera in associazione con forti sistemi di bassa pressione. I derecho a basso punto di rugiada sono essenzialmente banchi organizzati di raffiche succesive e secche. Il derecho dello Utah-Wyoming del 31 maggio 1994 è stato un evento di questo tipo. Ha prodotto raffiche di vento a 45 m/s (90 km/h) a Provo, nello Utah, dove sedici persone sono rimaste ferite, e ha rimosso parte del tetto del Saltair Pavilion sul Gran Lago Salato. I punti di rugiada superficiali lungo il percorso del derecho erano di circa 7-11 °C (45-50 °F).[28]

## Caratteristiche
I venti in un derecho possono essere potenziati da raffiche discendenti concentrate all'interno della tempesta. Questi venti rettilinei possono superare i 45 m/s (85 km/h), raggiungendo i 60 m/s (115 km/h) in casi precedenti. A volte si formano dei tornado all'interno dei derecho, anche se tali eventi sono spesso difficili da confermare a causa dei danni aggiuntivi causati dai venti rettilinei nell'area circostante.
Con i tornado medi negli Stati Uniti e in Canada classificati nella parte bassa della scala F/EF1, con venti che raggiungono i 40-45 m/s (75-85 km/h) e la maggior parte o tutti gli altri paesi del mondo con venti ancora più deboli, i derecho tendono a causare condizioni di vento estreme nella maggior parte del territorio in cui si verificano. I dati raccolti dal National Weather Service degli Stati Uniti e da altre organizzazioni mostrano che un'ampia fascia del centro-nord degli Stati Uniti, e presumibilmente almeno le zone adiacenti del Canada e gran parte della superficie dei Grandi Laghi, può aspettarsi venti da 40 fino a 55 m/s (75 fino a 105 km/h) su un'area significativa almeno una volta ogni 50 anni, compresi sia gli eventi convettivi che i cicloni extratropicali e altri eventi che traggono energia da fonti barocline. Solo nel 40-65% circa degli Stati Uniti che si affacciano sulla costa del bacino atlantico e in una piccola parte delle Paludi delle Everglades, i derecho sono superati in termini di intensità dagli uragani che si abbattono sulla terraferma, che nel peggiore dei casi possono raggiungere venti violenti come i tornado di categoria EF3.
Alcune situazioni di derecho sono i casi più comuni di fenomeni meteorologici estremi che possono diventare meno favorevoli alla formazione di tornado man mano che diventano più violenti; il picco del derecho del 30-31 maggio 1998 nell'alto Midwest, in Canada e nello Stato di New York e le fasi finali dei tornado significativi e dei fenomeni meteorologici estremi del 2003 e del 2004 sono solo tre esempi di questo fenomeno. Alcune misurazioni dell'alta atmosfera utilizzate per le previsioni di maltempo possono riflettere questo punto di rendimento decrescente per la formazione dei tornado, e le tre situazioni citate sono stati casi in cui lo Storm Prediction Center della National Oceanic & Atmospheric Administration degli Stati Uniti ha emesso un'allerta meteo per situazioni particolarmente pericolose dovute a temporali violenti.
Un derecho ha prodotto un segnale radar simile a quello di un ciclone, con un occhio centrale osservabile dalle stazioni di superficie, con una pressione centrale minima e fasce di forte convezione circostanti.

## Ubicazione

Questa immagine mostra la frequenza dei derecho negli Stati Uniti continentali (48 stati).

I derecho in America del Nord si formano prevalentemente da aprile ad agosto, con un picco di frequenza da maggio a luglio. In questo periodo dell'anno, i derecho si verificano principalmente nel Stati Uniti d'America medio-occidentali e nelle Altipiani interni degli Stati Uniti, più comunemente a partire dall'Oklahoma e attraverso la Valle dell'Ohio. Durante la metà dell'estate, quando una massa d'aria calda e umida copre la parte centro-settentrionale degli Stati Uniti, spesso si sviluppano più a nord, nel Manitoba o nell'Ontario nord-occidentale, a volte ben a nord del confine tra Canada e Stati Uniti.
Anche il Dakota del Nord, il Minnesota e l'Michigan settentrionale sono vulnerabili alle tempeste di derecho quando si verificano tali condizioni. Si verificano spesso lungo fronti stazionari alla periferia settentrionale delle zone in cui si concentrano il calore e l'umidità più intensi.
I derecho di fine anno sono normalmente confinati al Texas e nel Profondo Sud, anche se un I derecho della festa del lavoro dello Stato di New York ha colpito le zone settentrionali dopo la mezzanotte del 7 settembre 1998. I derecho della stagione calda sono più instabili rispetto a quelli della stagione fredda, mentre questi ultimi presentano una maggiore intensità rispetto a quelli della stagione calda.
Sebbene queste tempeste si verifichino più comunemente in America del Nord, i derecho possono manifestarsi anche in altre parti del mondo, con una frequenza relativamente elevata in alcune zone. Al di fuori dell'America del Nord, a volte vengono chiamati con nomi diversi. Ad esempio, in Bangladesh e in alcune parti dell'India orientale, un tipo di tempesta nota come “Kalbaisakhi” o “Nor'westers” può essere un derecho progressivo.
Un evento di questo tipo si è verificato il 10 luglio 2002 in Germania: una serie di derecho ha causato la morte di otto persone e il ferimento di altre 39 nei pressi di Berlino. I derecho si verificano anche neglil Stati Uniti sud-orientali, in particolare in Argentina e nel sud del Brasile, e in Sudafrica e, più raramente, vicino o a nord del 60º parallelo sud nel Canada settentrionale. Fenomeno che si verifica principalmente alle latitudini medie, i derecho colpiscono anche il bacino amazzonico del Brasile. L'8 agosto 2010 un derecho ha colpito l'Estonia e ha abbattuto la torre della chiesa di Väike-Maarja. I derecho sono stati osservati occasionalmente anche in Cina.

## Galleria

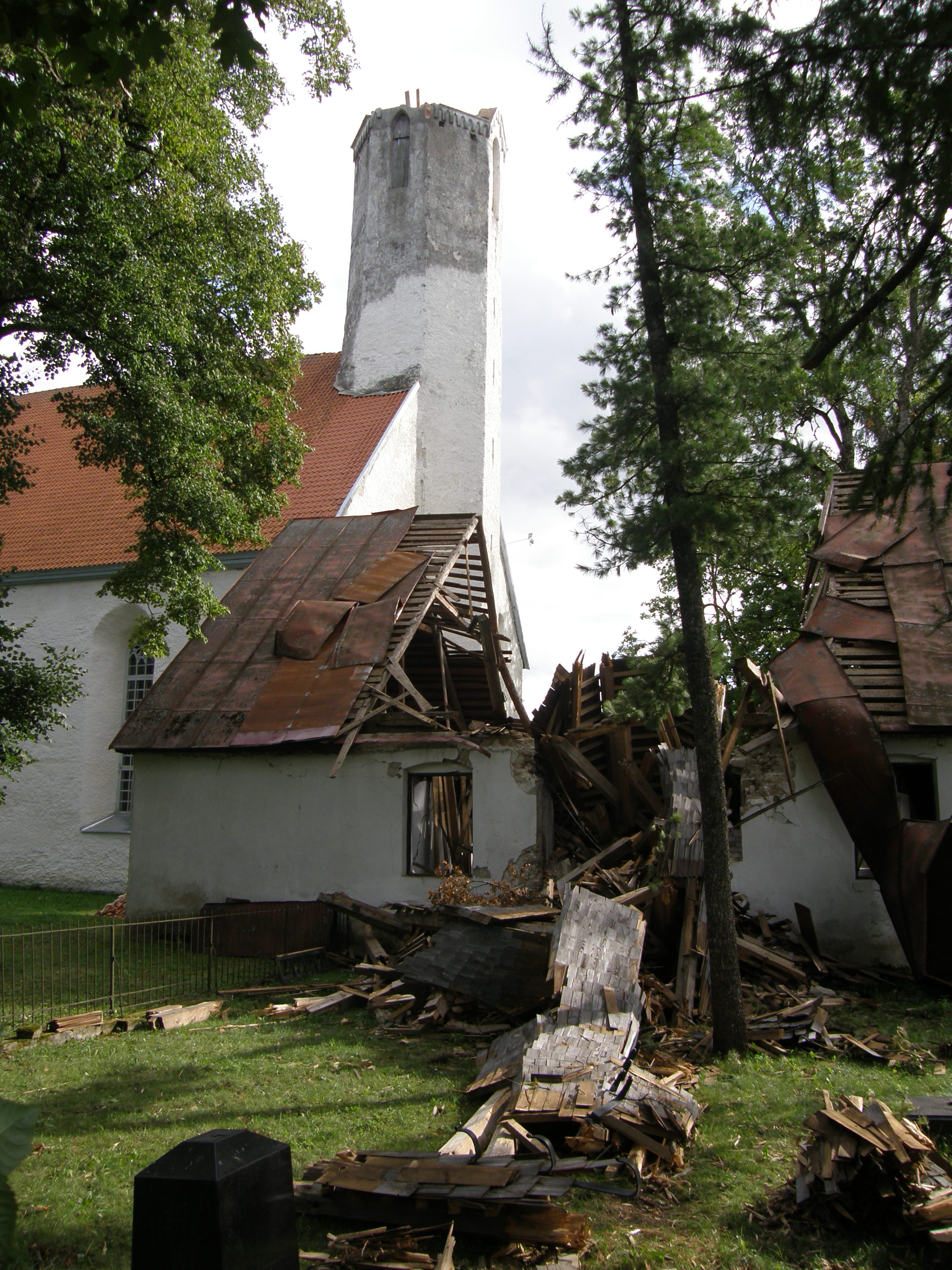
Danni alla chiesa di Väike-Maarja in Estonia dopo il passaggio del derecho dell'8 agosto 2010.
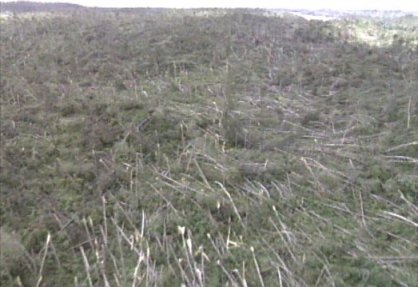
Alberi abbattuti dalle raffiche di vento nel derecho del Boundary Waters–Canadese del 1999
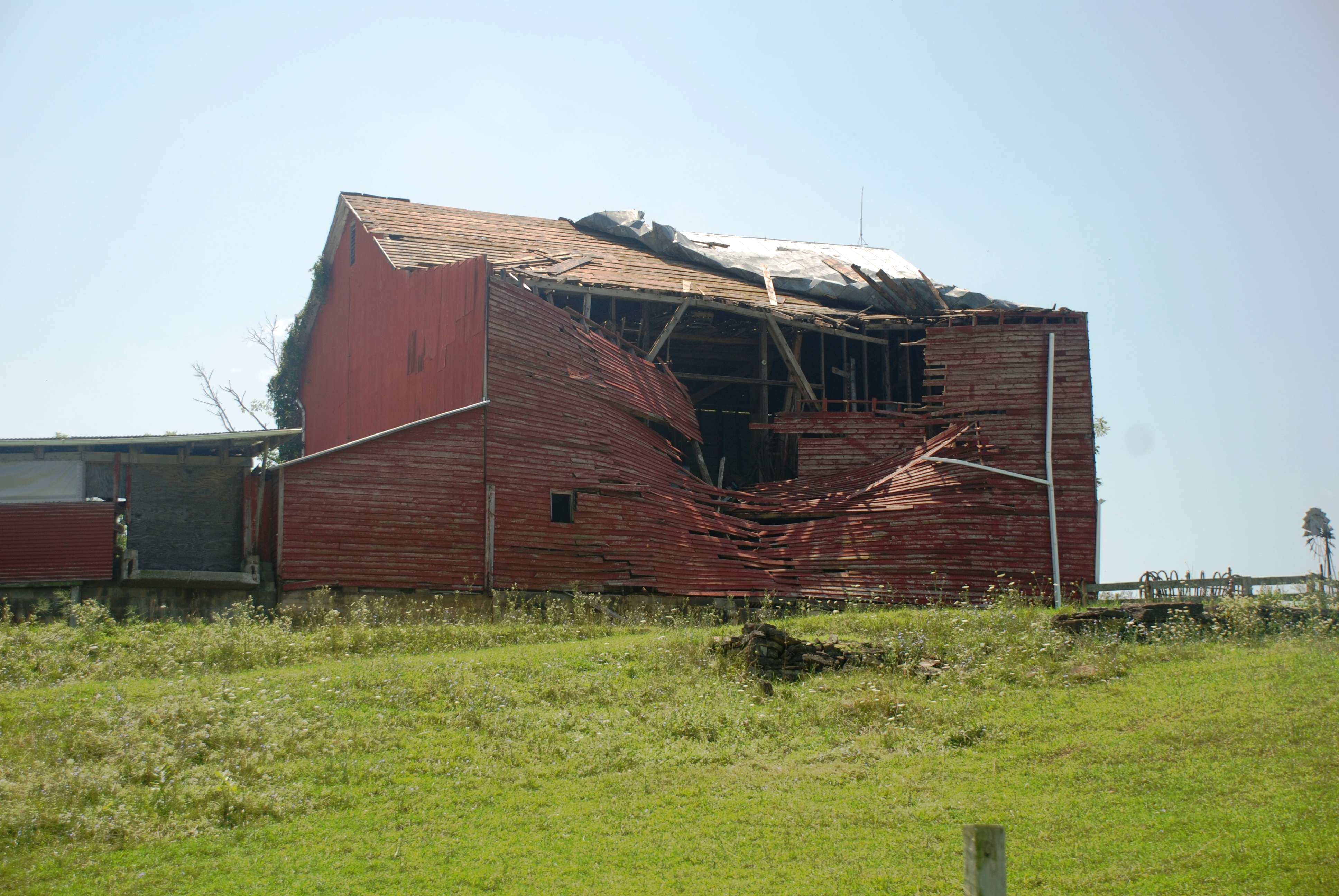
Fienile a Mount Solon, Virginia, distrutto dal giugno 2012 dal derecho nordamericano.
Il derecho porta venti potenti e grandine nelle pianure e nel Midwest
Le cime delle nubi temporalesche si gonfiano mentre il derecho attraversa il Nebraska e il South Dakota.
Le cime delle nubi temporalesche si gonfiano mentre il derecho attraversa il Nebraska e il South Dakota.
Un potente derecho attraversa il Midwest degli Stati Uniti.
Anello radar del derecho del giugno 2025 mentre passava sopra il North Dakota e gli stati limitrofi nella notte del 20 giugno e nella prima mattinata del 21 giugno 2025.
Il derecho porta venti potenti e grandine nelle pianure e nel Midwest
- Il derecho attraversa la Pennsylvania
- Haboob attraversa il Nebraska meridionale dietro un derecho.

## Rischio di danni
Poiché i derecho si verificano durante i mesi caldi e spesso in luoghi con climi invernali freddi, le persone più a rischio sono quelle che svolgono attività all'aperto. I campeggiatori, gli escursionisti e gli automobilisti sono i più esposti al pericolo a causa della caduta di alberi abbattuti dai venti che soffiano in linea retta. Ampie fasce di foresta sono state abbattute da tali tempeste. Anche chi vive in case mobili è a rischio, in quanto queste ultime, non essendo ancorate al suolo, possono essere ribaltate dai venti forti. Negli Stati Uniti, il Michigan e lo Stato di New York hanno registrato molti dei decessi causati dai derecho. Prima dell'Uragano Katrina, il numero di vittime causate dai derecho e dagli uragani era simile negli Stati Uniti.
I derecho possono anche danneggiare gravemente il sistema di distribuzione elettrica delle aree urbane, soprattutto se questi servizi sono sopraelevati. Il derecho che ha colpito Chicago, Illinois, l'11 luglio 2011 ha lasciato senza elettricità più di 860.000 persone. Il derecho nordamericano del giugno 2012 ha interrotto l'energia elettrica a più di 3,7 milioni di utenti a partire dal Midwest degli Stati Uniti, attraverso gli Appalachi centrali, fino agli Stati del Medio Atlantico, durante un'ondata di caldo.
Il derecho del Midwest dell'agosto 2020 ha raggiunto una velocità massima del vento di 56 m/s (109 km/h) e una velocità stimata con danni fino a 63 m/s (120 km/h) nella zona di Cedar Rapids, Iowa. La tempesta è stata definita uno dei più grandi “uragani terrestri” mai registrati nella storia, generando 17 tornado confermati in Wisconsin, Illinois e Indiana. Dieci milioni di acri di colture sono stati danneggiati o distrutti, pari a circa un terzo della superficie agricola dello Stato dell'Iowa. Oltre un milione di case in tutto il Midwest sono rimaste senza servizi di base come acqua ed elettricità. Il governatore dell'Iowa Reynolds ha richiesto 4 miliardi di dollari di aiuti federali per sostenere gli sforzi di ricostruzione. È stato confermato che i venti si sono intensificati in Colorado e Nebraska, per poi proseguire con forza attraversando cinque Stati, tra cui Iowa, Minnesota, Illinois, Indiana e Ohio, causando danni stimati in oltre 7,5 miliardi di dollari.
Il 21 maggio 2022, un derecho ha attraversato la parte meridionale dell'Ontario e quella occidentale del Quebec, lungo la regione più densamente popolata del Canada, raggiungendo una velocità massima di 190 km/h. Il derecho ha causato la morte di 10 persone e danni alla proprietà per 875 milioni di dollari, il sesto “evento con perdite assicurate” più grave nella storia del Canada. La distruzione dei pali della rete elettrica ha privato alcune comunità rurali dei servizi telefonici ed elettrici per diverse settimane.

## Aviazione
I derecho possono essere pericolosi per l'aviazione a causa delle microburst, delle downburst e dei cluster di downburst che li accompagnano. Inoltre, le potenti correnti ascensionali e le alte creste delle nuvole possono causare condizioni pericolose. Le loro dimensioni imponenti li rendono anche molto difficili da aggirare.